# Emitt Rhodes
Emitt Rhodes (25 de fevereiro de 1950 - 19 de julho de 2020) foi um cantor, compositor, multi-instrumentista e engenheiro de som dos Estados Unidos, ex integrante das bandas The Palace Guard e The Merry-Go-Round. Como artista solo, lançou quatro álbuns de estúdio - todos elaborados em sua casa, por sua própria iniciativa e com nítida influência de The Beatles e principalmente de Paul McCartney, segundo o Allmusic - no início da década de 70. No ano de 2016 sai seu quinto álbum, Rainbow Ends. Ele era conhecido pelo epíteto "os Beatles num só homem" ("the one man Beatles").

## Biografia

### 1950-1969: The Emerals, The Palace Guard, The Merry-Go-Round
De acordo com sua biografia no site da Daily Breeze, Emitt Lynn Rhodes nasceu em 25 de fevereiro de 1950 em Decatur, Illinois, e mudou-se na infância, aos cinco anos de idade, para Hawthorne, Califórnia. Sua página oficial afirma que estreou numa banda chamada The Emerals como baterista. Após algumas mudanças de integrantes o nome passa para The Palace Guard em 1964. “Fallin Sugar”, do início de 1966, foi o maior êxito da banda. Devido a seu sucesso local, conseguiram tocar num clube de Hollywood, o Hullabaloo.
No mesmo ano Emitt Rhodes deixa o The Palace Guard para formar o The Merry-Go-Round. Resolve tocar guitarra por ser “mais fácil de transportar”. Enquanto aprendia seu novo instrumento, recrutou outros integrantes, Gary Kato, Mike Rice e Doug Harwood, ensaiando na garagem de seus pais, segundo o Allmusic, onde todos aprenderiam a tocar em conjunto. Posteriormente Rice e Harwood são substituídos por Joel Larson, na bateria, e Bill Rhinehart. Steven J. Hyden cita que, após esta fase, The Merry-Go-Round entra em estúdio para as gravações das músicas “Live” e “Clowns no Good”. A gravadora A&M Records consegue ouvir os registros desta fita e contrata a banda, usando a mesma gravação de “Live”, passada de um gravador de quatro para um de oito canais, tornando a música um hit #1 no início de 1967 em Los Angeles. Aproveitando a repentina visibilidade, no mesmo ano a A&M lança o disco The Merry-Go-Round, contendo doze músicas e incluindo o segundo grande êxito deles, “You’re a Very Lovely Woman”. Os vocais de Rhodes na época atraem comparações com os de Paul McCartney.
Porém os singles subsequentes não venderam tão bem e Emitt Rhodes, que havia escrito dez das doze músicas do álbum, resolve deixar a banda em 1969 para seguir solo. O próprio músico cita que “estar numa banda é meio como estar num tipo de casamento. Funciona por um tempo, e então rachaduras começam a se formar”.

### 1970-1974: carreira solo
Com a intenção de gravar seus discos sem uma banda, Emitt Rhodes agora estava decidido a tocar todos os instrumentos em suas gravações e comprou uma mesa Ampex de quatro canais para registrá-las num galpão construído atrás da garagem da casa de seus pais. A partir de então o músico, que já toca todos os instrumentos, assume também os papéis de vocalista, engenheiro de som e produtor. Utilizando-se de um metrônomo, Rhodes gravava um instrumento por vez, incluindo piano, até colocar todo o resultado desejado em quatro canais apenas, numa técnica muito similar à usada na gravação de Sgt. Pepper’s Lonely Hearts Club Band. Segundo o músico, o processo todo em quatro canais fora muito demorado mas, após terminado, foi transferido para uma máquina de oito canais em sua mixagem no estúdio Sound City e com o auxílio de Keith Olsen.
No início de seu processo de gravação, Emitt havia fornecido algumas faixas instrumentais para a gravadora ABC/Dunhill. A ideia do álbum de um só instrumentista foi aceita e seu primeiro disco solo, Emitt Rhodes, foi lançado em 1970. A recepção não foi das mais calorosas, inclusive com alguns DJs de rádio brincando na época que seriam novas gravações dos Beatles. O disco começou a subir de posições, juntamente com o primeiro single, “Fresh as a Daisy”; o que levou a gravadora A&M, que ainda tinha contrato vigente com o The Merry-Go-Round, a obrigá-lo na realização de novas gravações sob este nome. Com o auxílio de músicos de estúdio gravou algumas músicas e retrabalhou outras do antigo catálogo do The Merry-Go-Round para a realização de um disco póstumo da banda. Porém a gravadora A&M, com a posse do material, renomeou o trabalho resultante como The American Dream e o lançou em 1971 como sendo o segundo disco solo de Emitt Rhodes, contendo material do The Merry-Go-Round, como “You’re a Very Lovely Woman” e “Till The Day After”, mas também contendo algumas músicas inéditas. A confusão simultânea de lançamentos pela ABC/Dunhill e a A&M é lamentada por Rhodes: “The American Dream definitivamente prejudicou as vendas, porque as pessoas saíam para comprar o que ouviam nas rádios e se deparavam com este disco nas lojas”. Como resultado disso, seu primeiro disco atinge a posição #29 no início de 1971 e o single de “Fresh as a Daisy” atinge #54 segundo a Billboard. Em texto sobre seu debut pela ABC/Dunhill, o Allmusic comenta que faixas como “With My Face on The Floor” e “Somebody Made For Me” e o disco todo são um mostruário completo do gênio de Rhodes.
Sua página oficial comenta que o contrato com a ABC/Dunhill ainda estipulava o lançamento de dois discos por ano, o que complica a situação do jovem músico, que está atrasado para o lançamento de seu segundo álbum pela gravadora. Seis meses após a assinatura do contrato, Emitt Rhodes ainda foi processado por não lançar disco. Seu primeiro solo havia demorado nove meses para ser lançado e agora a pressão da gravadora por algo novo tornava as coisas mais difíceis. Após quase um ano sai Mirror, ainda em 1971, com músicas não tão firmemente trabalhadas quanto as contidas em Emitt Rhodes. Mesmo com algumas gemas em seu repertório, como “Birthday Lady” e “Really Wanted You”, o disco atinge apenas #182. Emitt sugere que as vendas foram fracas porque sua gravadora estava mais interessada em processá-lo por quebra de contrato do que na distribuição de sua obra. A situação se complica mais ainda quando seu terceiro álbum pela ABC/Dunhill, Farewell To Paradise, de 1973, falha na obtenção de resultados nas cartas. O disco reúne uma ampla gama de instrumentos, que incluem mellotron, saxofone, banjo e bandolim; apresentando um som mais agressivo e blueseiro que guarda pouca semelhança com seu primeiro solo. A ajuda de Curt Boettcher nas mixagens torna a sonoridade de Farewell To Paradise melhor que a de Mirror.
De acordo com seu criador, “Farewell To Paradise foi uma reunião de tudo que acumulei a partir de todos os erros que cometera antes. Eu pensava que seria um de meus melhores discos e foi o que gravei tendo menos contato com o que estava acontecendo no resto do mundo. Por aquela época eu me alojara na garagem por um longo período, mais em contato comigo mesmo”. E acrescenta: “se eu possuo algum talento, este provavelmente deve ser a paciência”.
Criada solitariamente quando o músico tinha apenas a idade de 20 anos, a obra de Emitt Rhodes é muito anterior ao conceito de DIY imposto pelo punk rock. Porém o músico ainda vivia a pressão das gravadoras o suficiente para se retirar, definitivamente cansado e com alguma sensação de alívio, do show business aos 24 anos de idade. “Eu estava sendo processado por mais dinheiro do que já fiz. Não fazia nenhum sentido para mim. Após Farewell To Paradise eu parei com gravações e parei de escrever porque estava 'queimado'. Era um monte de trabalho e um monte de problemas. Quanto mais eu trabalhava, mais estava em apuros”.

### 2010: tributo
A página East Village Radio comenta sobre o lançamento, em 12 de maio de 2010, do álbum Long Time, No See - A Tribute To Emitt Rhodes, pela Groover Recordings.[carece de fontes?]

### 2016:Rainbow Ends
Em 26 de fevereiro de 2016 é lançado o álbum Rainbow Ends. No AllMusic, Mark Deming cita a parceria com outros músicos, na composição desta obra, comentando que "os ouvintes que esperavam que Rainbow Ends soasse ou parecesse com Emitt Rhodes ou Mirror provavelmente estavam se enganando, e certamente não é isso que o compositor e seus colegas estavam buscando; ao contrário, este é um trabalho maduro e introspectivo, de um homem que procura respostas para as questões da vida e do amor".

### 2020ː morte
Emitt Rhodes morreu dormindo em sua casa, em Hawthorne, no dia 19 de julho de 2020, com a idade de 70 anos.

## Discografia

### The Merry-Go-Round
- The Merry-Go-Round (1967) - A&M Records[5]

### Solo em estúdio
- Emitt Rhodes (1970) – ABC/Dunhill
- The American Dream (1971) - A&M Records
- Mirror (1971) – ABC/Dunhill
- Farewell To Paradise (1973) – ABC/Dunhill
- Rainbow Ends (2016) – Omnivore Recordings

Em maio de 2009 a gravadora Hip-o Select lança a coletânea em CD duplo, The Emitt Rhodes Recordings (1969-1973), contendo todas as gravações de seus quatro álbuns solo e a música “Tame The Lion” (lançada em single no ano de 1972).

### Tributo
- Long Time, No See - A Tribute To Emitt Rhodes (2010) – Groover Recordings